# 야광주
"야광주"는 1970년에 개봉한 대한민국의 영화이다.

## 캐스팅
- 오지명
- 이려화
- 문오장
- 박암